# Царевосанчурский кремль
Царевосанчурский кремль — центральная часть укреплений Царевосанчурска, ныне Санчурска Кировской области.

## Описание
Царевосанчурская крепость состояла из двух частей: небольшого рубленого кремля и примыкавшего к нему острога. Кремль имел четырёхугольную форму и находился у излучины Большой Кокшаги. Кремлёвская стена состояла из тарас толщиной более 3 м. У кремля было шесть башен — четыре наугольные глухие и две проездные с шатровыми верхами. Выходившие к реке ворота и башня назывались Архангельскими, а воротная башня в противоположенной стене называлась Спасской. В кремле находился собор Св. Николая Чудотворца, воеводский двор и другие казённые постройки. С западной и южной стороны к кремлю примыкал острог.

## История
Первое упоминание о новом городе, построенном после Третьей черемисской войны для контроля над землями черемисов, датируется 1586 годом. В 1608—1609 годах Царевосанчурск примкнул к сторонникам Лжедмитрия II и являлся одним из региональных очагов восстания, однако вскоре царские войска, взяв Царевококшайск, подавили восстание и в Царевосанчурске. В течение XVII века крепость как минимум один раз горела. Судя по описи 1703 года, восстановлен был лишь кремль, тогда как об остроге никаких упоминаний больше не было. При этом кремль в 1703 году уже был в довольно ветхом состоянии. В 1714 году сгорела половина кремля, остатки которого ещё сохранялись в 1744 году, но позже окончательно развалились. Каких-либо следов укреплений в современном Санчурске не сохранилось.